# De Havilland Canada DHC-6 Twin Otter
de Havilland Canada DHC-6 Twin Otter là một máy bay vận tải của Canada được thiết kế nhằm có thể cất và hạ cánh bằng đường băng ngắn (STOL-Short Takeoff and Landing). DHC-6 có thể cất và hạ cánh từ mặt nước nên được xếp vào dạng Thủy phi cơ và được phát triển bởi tập đoàn hàng không de Havilland Canada và sản xuất bởi tập đoàn Viking Air. Nhờ khả năng cất-hạ cánh trên mặt nước nên DHC-6 chủ yếu phục vụ các chuyến bay biển. Máy bay được sử dụng trong cả mục đích dân sự như thực hiện các chuyến bay thương mại, dịch vụ hay chụp ảnh mỗi trường lẫn quân sự như các hoạt động tuần tra bờ biển,cứu thương chiến trường (MEDEVAC) và cả huấn luyện phi công.

## Lịch sử phát triển
Việc phát triển DHC-6 Twin Otter bắt đầu từ đầu năm 1964. Đến đầu năm 1965 thì nguyên bản DHC-6 đầu tiên ra đời, nó bay thử vào ngày 20 tháng 5 năm 1965. Ý định của các nhà thiết kế là thay thế chiếc máy bay DHC-3 Otter 1 động cơ Pratt & Whitney R-1340-S1H1-G Wasp công suất 448 kW bằng chiếc DHC-6 Otter 2 động cơ. Từ "Twin" trong tiếng Anh có nghĩa là "đôi" tức ta có thể hiểu phiên bản DHC-6 Twin Otter là phiên bản hiện đại hóa hoàn toàn của chiếc DHC-3 Otter sản xuất từ năm 1951. Đến năm 1966 thì máy bay chính thức được giới thiệu.
Trải qua 48 năm phát triển, dòng máy bay DHC-6 đã có nhiều phiên bản được ra đời mà phổ biến nhất là các phiên bản Series 100, Series 110, Series 200 và Series 300. Các Series 100-300 trang bị 2 động cơ Pratt & Whitney Canada PT6, chúng được sản xuất từ năm 1965-1988. Sau đó, dây chuyền sản xuất DHC-6 ngừng hoạt động.
Đến năm 2006, tập đoàn Viking Air tung ra thị trường phiên bản Series 400 được trang bị 2 động cơ Pratt & Whitney Canada PT6-34/35 cùng các thiết bị điện tử và hiện đại phục vụ các nhiệm vụ quân sự và tìm kiếm cứu nạn.Nó có thể thực hiện tốt cho các nhiệm vụ tuần tra trên biển. DHC-6 được trang bị radar và nó sẽ phát huy tốt khả năng tác chiến khi được phối hợp với các tàu ngầm. Phiên bản này đi vào sản xuất từ năm  đến nay và hiện đang là phiên bản mới nhất.

## Biến thể
DHC-6 Series 100
DHC-6 Series 110
DHC-6 Series 200
DHC-6 Series 300
DHC-6 Series 300M
DHC-6 Series 310
DHC-6 Series 320
DHC-6 Series 300S
DHC-6 Series 400
CC-138
UV-18A
UV-18B 
UV-18C

## Các quốc gia sử dụng

### Dân sự

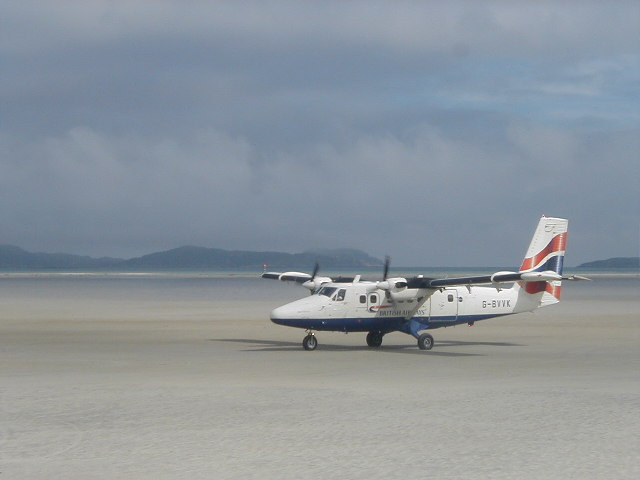
Loganair Twin Otter thuộc British Airways Livery tại sân bay Barra (Scotland)

#### Các công ty tư nhân từng sử dụng
- Aeronaves Alimentadoras
- Aviastar Mandiri
- Presidencia de la República del Paraguay <
- Volcanic Air Safaris

#### Các hãng hàng không
Algeria
- Hãng hàng không Star

 Antigua and Barbuda
- Hãng hàng không Carib

 Úc
- Hãng hàng không Aeropelican - Ngừng sử dụng
- Hãng hàng không Air Queensland - Ngừng sử dụng
- Hãng hàng không Ansett Australia - Ngừng sử dụng
- Hãng hàng không East-West Airlines (Australia) - Ngừng sử dụng
- Hãng hàng không Flight West Airlines - Ngừng sử dụng
- Hãng hàng không MacRobertson Miller Airlines - Ngừng sử dụng
- Hãng hàng không Trans Australia Airlines - Ngừng sử dụng
- Hãng hàng không Transtate Airlines - Ngừng sử dụng
- Hãng hàng không Macair Airlines - Ngừng sử dụng
- Hãng hàng không Regional Pacific Airlines - Ngừng sử dụng

 Canada
- Hãng hàng không Adlair
- Hãng hàng không Air BC - Ngừng sử dụng
- Hãng hàng không Air Inuit
- Hãng hàng không Air Labrador
- Hãng hàng không Air Tindi
- Hãng hàng không Airtransit
- Hãng hàng không Alkan Air
- Hãng hàng không Arctic Sunwest Charters
- Hãng hàng không Harbour Air
- Hãng hàng không Kenn Borek Air
- Hãng hàng không Manitoba Government
- Bộ Tài nguyên Thiên nhiên (Ontario) - chữa cháy rừng
- Hãng hàng không Nakina Air Servic
- Hãng hàng không Norcanair - Ngừng sử dụng
- Hãng hàng không NorOntair - Ngừng sử dụng
- Hãng hàng không North-Wright Airways
- Hãng hàng không North Cariboo Air - Ngừng sử dụng
- Hãng hàng không Pacific Western Airlines (PWA) - Ngừng sử dụng
- Hãng hàng không Provincial Airlines
- Hãng hàng không Sander Geophysics[4]
- Hãng hàng không Time Air - Ngừng sử dụng
- Hãng hàng không Transair - Ngừng sử dụng
- Hãng hàng không Transport Canada
- Hãng hàng không Transwest Air
- Hãng hàng không Viking Air
- Hãng hàng không West Coast Air - Mua lại của Harbour Air

 Cape Verde
- Hãng hàng không TACV Cabo Verde Airlines - Ngừng sử dụng

 Cayman Islands
- Hãng hàng không Cayman Airways

 Chile
- Hãng hàng không Aerocord -Ngừng sử dụng
- Hãng hàng không Barrick
- Hãng hàng không Aerovías DAP
- Hãng hàng không LAN-Chile
- Hãng hàng không Varmontt Air.

 Trung Quốc
- Hãng hàng không Trung Hoa Thăng long
- Hãng hàng không Dân sự Trung Hoa - Ngừng sử dụng

 Colombia
- Hãng hàng không Aerolínea de Antioquia
- Hãng hàng không Policia Nacional Colombiana
- Hãng hàng không Sociedad Aeronautica de Medellin - Ngừng sử dụng.

 Cộng hòa Congo
- Hãng hàng không Lina Congo - Ngừng sử dụng

 Costa Rica
- Hãng hàng không Nature Air

 Croatia
- Hãng hàng không European Coastal Airlines

 Djibouti
- Hãng hàng không Air Djibouti

 Dominican Republic
- Hãng hàng không SAP Air Group

Hãng hàng không East African Community
- Hãng hàng không East African Airways - Ngừng sử dụng

 Phần Lan
- Hãng hàng không Kar-Air
- Hãng hàng không Malmilento
- Hãng hàng không Skydiving Club of Finland - Ngừng sử dụng

 Fiji
- Hãng hàng không Pacific Sun

 Pháp
- Hãng hàng không Air Antilles Express
- Hãng hàng không Air Caraïbes (1 chiếc DHC-6 gặp tai nạn tháng 3 năm 2001 gần sân bay Saint Barthélemy [5][6])
- Hãng hàng không Air Loyauté

 Hy Lạp
- Hãng hàng không AirSea Lines

 Greenland
- Hãng hàng không Air Greenland

 Guyana
- Hãng hàng không Guyana Airways - Ngừng sử dụng

 Iceland
- Hãng hàng không Air Iceland
- Hãng hàng không Norlandair

 Indonesia
- Hãng hàng không Airfast Indonesia
- Hãng hàng không Merpati Nusantara Airlines
- Hãng hàng không Susi Air

 Iran
- Hãng hàng không Iranian Naft Airlines

 Israel
- Hãng hàng không SkyKef[7]
- Hãng hàng không Ayit Aviation and Tourism[8]

 Jamaica
- Hãng hàng không Air Jamaica Express - Ngừng sử dụng

 Kenya
- Hãng hàng không Air Kenya
- Hãng hàng không KAL Aviation (KALAIR)
- Hãng hàng không Skytrail Air Safaris

 Lào
- Hãng hàng không Lao Air[9]

 Madagascar
- Hãng hàng không Air Madagascar

 Malaysia
- Hãng hàng không MASWings a subsidiary of Malaysia Airlines

 Maldives
- Hãng hàng không Maldivian Air Taxi
- Hãng hàng không Trans Maldivian Airways

 Mali
- Hãng hàng không Air Mali

 Malta
- Hãng hàng không Harbourair (Malta)

 Mauritius
- Hãng hàng không Air Mauritius

   Nepal
- Hãng hàng không Nepal Airlines
- Hãng hàng không Yeti Airlines

 Netherlands Antilles
- Hãng hàng không ALM Antillean Airlines - Ngừng sử dụng
- Hãng hàng không Dutch Caribbean Airlines - Ngừng sử dụng
- Hãng hàng không Windward Islands Airways

 New Zealand
- Hãng hàng không Mount Cook Airline - Ngừng sử dụng

 Na Uy
- Hãng hàng không Widerøe - Ngừng sử dụng
- Hoppfly AS

 Pakistan
- Hãng hàng không Quốc tế Pakistan International Airlines - Ngừng sử dụng

 Panama
- Hãng hàng không Aeroperlas - Ngừng sử dụng
- Hãng hàng không Air Panama

 Papua New Guinea
- Hãng hàng không Airlines PNG
- Hãng hàng không Mission Aviation Fellowship

 Bồ Đào Nha
- Hãng hàng không TAP Portugal - Ngừng sử dụng

 Puerto Rico
- Hãng hàng không Crown Air
- Hãng hàng không Dorado Wings

 São Tomé and Príncipe
- Hãng hàng không Air São Tomé and Príncipe

 Seychelles
- Hãng hàng không Air Seychelles

 Solomon Islands
- Hãng hàng không Solomon Airlines

 Sri Lanka
- Hãng hàng không Sri Lankan Airlines

 Suriname
- Hãng hàng không Blue Wing Airlines
- Hãng hàng không Gum Air
- Hãng hàng không Surinam Airways - Ngừng sử dụng

 Turkey
- Hãng hàng không Seabird Airlines

 Turks and Caicos Islands
- Hãng hàng không Air Turks and Caicos

 Thụy Điển
- Hãng hàng không Crownair - Ngừng sử dụng
- Hãng hàng không Stockholm Fallskärmsklubb
- Hãng hàng không Swedair - Ngừng sử dụng
- Hãng hàng không Swedewings - Ngừng sử dụng
- Hãng hàng không Syd Aero - Ngừng sử dụng

 Anh Quốc
- Hãng hàng không Aurigny Air Services Ngừng sử dụng
- Hãng hàng không British Airways Ngừng sử dụng
- Hãng hàng không British Antarctic Survey
- Hãng hàng không Jersey European Airways Ngừng sử dụng
- Hãng hàng không Isles of Scilly Skybus
- Hãng hàng không Loganair
- Hãng hàng không North London Skydiving Centre

 Hoa Kỳ
- Hãng hàng không Air Illinois - Ngừng sử dụng
- Hãng hàng không Air Pacific Ngừng sử dụng
- Hãng hàng không Air Serv International
- Hãng hàng không Air Wisconsin - Ngừng sử dụng
- Hãng hàng không Alaska Aeronautical Industries (AAI) Ngừng sử dụng
- Hãng hàng không Alaska Airlines - Ngừng sử dụng
- Hãng hàng không Allegheny Commuter Ngừng sử dụng
- Hãng hàng không Aloha Island Air - Ngừng sử dụng
- Hãng hàng không Bald Mountain Air Service
- Hãng hàng không Continental Express Ngừng sử dụng
- Hãng hàng không Crown Airways Ngừng sử dụng
- Hãng hàng không Eastern Express Ngừng sử dụng
- Hãng hàng không Era Aviation Ngừng sử dụng
- Hãng hàng không Frontier Airlines Ngừng sử dụng
- Hãng hàng không Golden West Airlines - Ngừng sử dụng
- Hãng hàng không Grand Canyon Airlines
- Hãng hàng không Hammond Air Service - Ngừng sử dụng
- Hãng hàng không Hawaii Jet-Air - Ngừng sử dụng
- Hãng hàng không Herman's Air Ngừng sử dụng
- Hãng hàng không Houston Metro Airlines/ Metro Airlines/ Metroflight Airlines Ngừng sử dụng
- Hãng hàng khôngMarkAir Express - Ngừng sử dụng
- Hãng hàng không NewAir - Ngừng sử dụng
- Hãng hàng không Northern Airways - Ngừng sử dụng
- Hãng hàng không Northern Consolidated Airlines (NCA) - Ngừng sử dụng
- Hãng hàng không Ozark Airlines - Ngừng sử dụng
- Hãng hàng không Pilgrim Airlines - Ngừng sử dụng
- Hãng hàng không Princeville Airways Ngừng sử dụng
- Hãng hàng không Rio Airways - Ngừng sử dụng
- Hãng hàng không Rocky Mountain Airways - Former operator.
- Ross Aviation - Former operator.
- Hãng hàng không Royale Airlines - Ngừng sử dụng
- Hãng hàng không Scenic Airlines
- Hãng hàng không Shawnee Airlines
- Hãng hàng không Southern Jersey Airlnes
- Hãng hàng không Sun Valley Airlines - Ngừng sử dụng
- Hãng hàng khôngWestAir / WestAir Commuter Airlines - Ngừng sử dụng
- Hãng hàng không Wien Air Alaska - Ngừng sử dụng

 United States Virgin Islands
- Hãng hàng không Seaborne Airlines

 Vanuatu
- Hãng hàng không Air Vanuatu

 Venezuela
- Hãng hàng không Aeropostal - Ngừng sử dụng
- Hãng hàng không Aereotuy - Ngừng sử dụng

 Yemen
- Hãng hàng không Yemenia Airlines

### Quân sự và lực lượng an ninh
Afghanistan
 Argentina

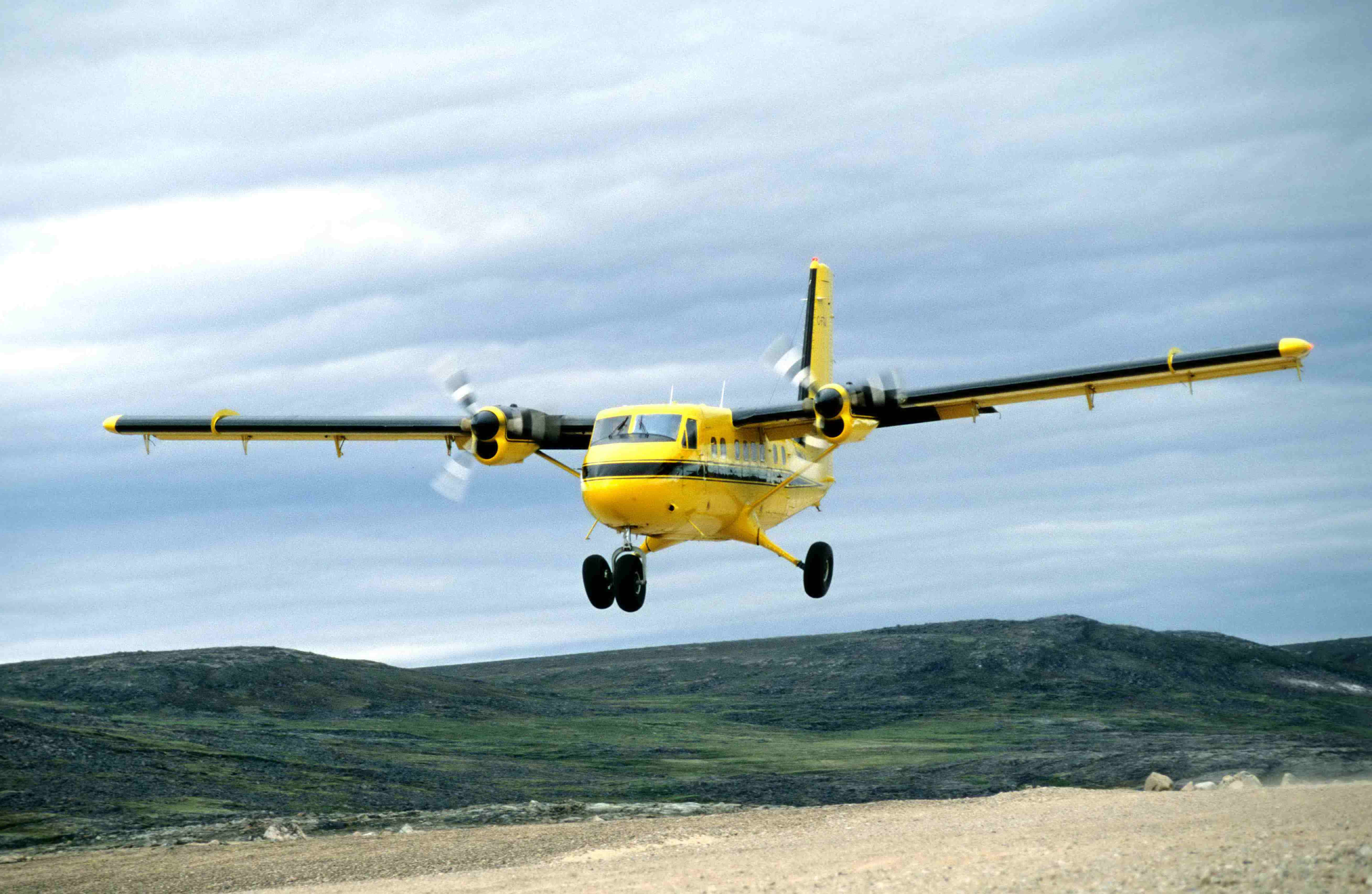
DHC-6 cất cánh từ 1 đường bay sỏi gần Sila Lodge (Công viên Quốc gia Ukkusiksalik, Nunavut, Canada)

- Không quân Argentina (Căn cứ Marambio) / LADE[10]
- Hải quân Argentina

 Úc
- Quân đội Australia
  - Hàng không Quân đội Australia

 Bénin
- Lực lượng Vũ trang Benin

 Canada
- Không quân Hoàng gia Canada-Phiên bản CC-138 - Hoạt động tại phi đội vận tải số 440
- Cảnh sát Hoàng gia Canada

 Chile
- Không quân Chile[11]

 Colombia
- Cảnh sát Colombia

 Ecuador
- Không quân Ecuadoria

 Ethiopia
- Không quân Ethiopia

 Pháp
- Không quân Pháp
- Quân đội Pháp

 Haiti
- Lực lượng vũ trang Haiti

 Jamaica
- Lực lượng Phòng vệ Jamaica

 Malaysia
 México
- Không quân Mexico - Ngừng sử dụng
- Hải quân Mexico - Ngừng sử dụng

   Nepal
- Lực lượng phục vụ bay quân sự Nepal - Ngừng sử dụng

 Nicaragua
- Không quân Nicaragua

 Na Uy
- Không quân Hoàng gia Norwegia - Ngừng hoạt động

 Panama
- Không quân Panama (đến năm 1988)

 Philippines
- Không quân Philippine

 Paraguay
- Không quân Paraguay

 Perú
- Không quân Peru (12 chiếc series 400 vừa mua + 5 chiếc khác)
- Hải quân Peru

 Sudan
- Không quân Sudan

 Thụy Sĩ
- Không quân Thủy Sĩ

 Uganda
- Không quân Uganda
- Cảnh sát Uganda

 Hoa Kỳ
- Không quân Hoa Kỳ
- Quân đội Hoa Kỳ

 Việt Nam
- Hải quân Nhân dân Việt Nam đặt mua vào năm 2010 6 chiếc DHC-6 thuộc Series 400. Chuyển giao trong năm 2013-2014[12][13]

## Thông số kỹ thuật (DHC-6 Twin Otter)
Nguồn:"Twin Otter Series 400." Viking. Retrieved: ngày 16 tháng 6 năm 2012.
|                             | DHC-6 Series 100                                         | DHC-6 Series 300                                         | DHC-6 Series 400                                         |
| --------------------------- | -------------------------------------------------------- | -------------------------------------------------------- | -------------------------------------------------------- |
| Tổ lái                      | 1-2                                                      | 1-2                                                      | 1-2                                                      |
| Số ghế                      | 19                                                       | 20                                                       | 20                                                       |
| Chiều dài                   | 51 ft 9 in (15,77 m)                                     | 51 ft 9 in (15,77 m)                                     | 51 ft 9 in (15,77 m)                                     |
| Sải cánh                    | 65 ft 0 in (19,8 m)                                      | 65 ft 0 in (19,8 m)                                      | 65 ft 0 in (19,8 m)                                      |
| Diện tích cánh              | 420 foot vuông (39 m2)                                   | 420 foot vuông (39 m2)                                   | 420 foot vuông (39 m2)                                   |
| Khối lượng rỗng             | 5.850l lb (2.653 kg)                                     | 7.415l lb (3.363 kg)                                     | 6.880 lb (3.121 kg)                                      |
| Chiều cao                   | 19 ft 4 in (5,9 m)                                       | 19 ft 4 in (5,9 m)                                       | 19 ft 4 in (5,9 m)                                       |
| Trọng lượng cất cánh tối đa | 10,500 lb (4.763 kg)                                     | 12.500 lb (5.670 kg)                                     | 12.500 lb (5.670 kg)                                     |
| Trọng lượng hạ cánh tối đa  | 10,500 lb (4.763 kg)                                     | 12.300 lb (5.579 kg)                                     | 12.300 lb (5.579 kg)                                     |
| Vận tốc tối đa              | 160 hải lý/giờ (297 km/h khi tuần tra biển)              | 170 hải lý/giờ (314 km/h khi tuần tra biển)              | 170 hải lý/giờ (314 km/h khi tuần tra biển)              |
| Vận tốc ổn định             | 150 hải lý/giờ (278 km/h khi tuần tra biển)              | 150 hải lý/giờ (278 km/h khi tuần tra biển)              | 150 hải lý/giờ (278 km/h khi tuần tra biển)              |
| Vận tốc hành trình          | 58 hải lý/giờ (107 km/h khi tuần tra biển) (khi hạ cánh) | 58 hải lý/giờ (107 km/h khi tuần tra biển) (khi hạ cánh) | 58 hải lý/giờ (107 km/h khi tuần tra biển) (khi hạ cánh) |
| Tầm hoạt động               | 771 dặm (1,427 km)                                       | 775 dặm (1,434 km)                                       | 799 dặm (1480 km) 989 dặm (1832 km)bay đường dài         |
| Nhiên liệu                  | 382 US gal (1,447 L)                                     | 375 US gal (1421 L)                                      | 378 US gal (1466 L) 478 US gal (1811 L) bay đường dài    |
| Trần bay                    | 25,000 ft (7,620 m)                                      | 25,000 ft (7,620 m)                                      | 26,700 ft (8138 m)                                       |
| Động cơ (×2)                | Pratt & Whitney PT6A-20                                  | Pratt & Whitney PT6A-27                                  | Pratt & Whitney PT6A-34 / PT6A-35 turboprop              |
| Vận tốc lên cao             | 1,600 ft/min (8.1 m/s)                                   | 1,600 ft/min (8.1 m/s)                                   | 1,600 ft/min (8.1 m/s)                                   |
| Công suất                   | 10.08 hp/lb (6.132 kW/kg)                                | 10.08 hp/lb (6.132 kW/kg)                                | 10.08 hp/lb (6.132 kW/kg)                                |

### Máy bay có tính năng tương đương
PZL M-28
Antonov An-2
Antonov An-28
Antonov An-38
Dornier Do 228
CASA C-212 Aviocar

### Máy bay có cùng sự phát triển
de Havilland Canada DHC-4 Caribou
de Havilland Canada DHC-3 Otter
de Havilland Canada Dash 7